# San Vicente (partido)
San Vicente (Partido de San Vicente) is een partido in de Argentijnse provincie Buenos Aires. Het bestuurlijke gebied telt 44.529 inwoners.

## Plaatsen in partido San Vicente
- Alejandro Korn
- Domselaar
- San Vicente